# Quintana del Marco
Quintana del Marco è un comune spagnolo di 539 abitanti situato nella comunità autonoma di Castiglia e León.